# Lucy Christina Duff Gordon
Lucy Christina Duff Gordon (13 juin 1863 - 20 avril 1935) née Lucy Christina Suntherland est une créatrice de mode et noble britannique. Elle commence sa carrière pour subvenir à ses besoins à la suite d'un premier mariage malheureux et d'un divorce. Dans le milieu de la mode, elle prend le nom de Lucile et se forge rapidement une réputation internationale.
En 1900, elle épouse le baronnet Cosmo Edmund Duff Gordon, également champion sportif. En 1912, tous deux sont à bord du Titanic lorsque celui-ci heurte un iceberg et fait naufrage. Le couple survit, mais dans des conditions qui créent la polémique puisque leur canot était presque vide. Leur réputation s'en voit fortement entachée.
En 1917, elle se retrouve également au cœur d'une affaire judiciaire, Wood v. Lucy, Lady Duff-Gordon, qu'elle perd. En 1922, elle quitte sa maison de mode mais continue à dessiner pour d'autres. Elle meurt en 1935 d'un cancer du sein.

## Biographie
Lucy Suntherland nait le 13 juin 1863. Elle épouse en 1884 James Stuart Wallace, mais le mariage bat rapidement de l'aile et se conclut par un divorce neuf ans plus tard. Afin de subvenir aux besoins de sa fille Esme, née de ce mariage, elle entame une carrière de tailleuse et ses affaires gagnent en importance. Elle fonde finalement sa maison, Lucile Ltd., et gagne une réputation internationale : elle possède ainsi plusieurs boutiques « Lucile » à Paris, Londres et à New York.

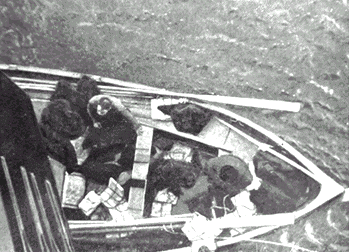
Le canot no 1 a atteint le Carpathia, ce fut le canot le moins chargé de tous.

Elle épouse Cosmo Edmund Duff Gordon en 1900. Lors du naufrage du Titanic le 15 avril 1912, elle embarque avec son mari dans le canot no 1. Avec 12 personnes pour 40 places, ce canot-ci fut proportionnellement le moins rempli de tous (on compte le couple Duff Gordon et trois personnes de leur entourage, ainsi que sept marins). Dans le canot, elle se tourne vers sa secrétaire, Laura Francetelli, et lui dit : « Votre si belle chemise de nuit est fichue ! », ce à quoi lui répond un soutier, Robert Pusey : « Ne vous en faites pas pour votre chemise de nuit, Madame, dès lors que vous avez sauvé votre vie ».
Elle et son époux passèrent plus tard devant la commission d'enquête sur le naufrage du Titanic pour justifier leur choix de ne pas être revenu sur les lieux du naufrage. Ils se justifièrent par la peur que leur canot soit renversé par les naufragés ; c'est notamment Lucile qui prédit « une très probable surcharge de leur esquif ». De toutes les audiences de la commission, celle du couple Duff Gordon accueille le plus de spectateurs, du fait du rang social des intéressés mais aussi de la controverse engendrée par leur conduite pendant le naufrage : sont notamment présents dans le public Margot Asquith, l'épouse du Premier ministre, le comte Beckendorf, ambassadeur de Russie ainsi que des députés et d'autres aristocrates. La presse est acerbe à l’égard du couple, lui reprochant notamment d'avoir acheté les marins à bord de leur canot pour ne pas retourner sur les lieux du drame, sir Cosmo insistant au contraire sur le fait qu'il leur avait donné avec humanité cinq livres pour remplacer leurs trousses à outils perdue lors de la catastrophe ; il déclare aussi que l'agitation et le côté invraisemblable du moment ne l'ont pas conduit à envisager d'aller porter secours à des naufragés : « J'ai déjà dit que je n'ai pas envisagé la possibilité - ou plutôt que je n'ai pas pensé un seul instant qu'il me serait possible d'aider personnellement qui que ce soit ». Cosmo interrogé, c'est au tour de son épouse, dans une ambiance digne « d'une matinée mondaine à une manifestation d'une organisation de charité » écrit le New York Times ; entièrement vêtue de noir, elle est coiffée d'un immense chapeau couvert d'un voile noir, donnant l'impression qu'elle porte le deuil. Du fait de sa condition féminine, les questions sont moins accusatoires que celles posées à son mari, mais elle tient à déclarer n’avoir entendu aucune parole dans le canot jusqu'à ce qu'il s'éloigne du Titanic coulant, se démarquant là d'une déclaration faite à son avocat ; tout en reconnaissant que l'épisode reste « brumeux » dans sa mémoire ; elle assure que les appels au secours étaient antérieurs au naufrage (justifiant donc l'éloignement des lieux). De l’avis des observateurs, ce témoignage, s'il n'aggrave pas les propos de son mari, ne l'aide pas non plus, se contentant de critiquer des propos qui lui ont été prêtés dans un journal du groupe de presse Hearst Corporation. C'est la réputation de Cosmo qui pâtit le plus de la procédure, alors que son épouse tire profit de la publicité engendrée, ouvrant cette même année une nouvelle boutique de vêtements à Paris, « Lucile », qui connaît un grand succès.
Le 20 avril 1931, son époux meurt. Le 20 avril 1935, âgée de 71 ans, elle meurt d'un cancer du sein dans une maison de retraite de Putney à Londres en Angleterre.
Elle et son époux reposent à Londres dans le cimetière de Brookwood.

## Au cinéma
Dans le film Titanic de James Cameron, sorti en 1997, Lady Duff Gordon est interprétée par Rosalind Ayres, et Cosmo Duff Gordon par Martin Jarvis.
Dans Titanic (film, 2012), Lady Duff Gordon est interprétée par Sylvestra Le Touzel et Cosmo Duff Gordon par Simon Day.